# Alphonse Péron
Alphonse Péron, de son nom complet Pierre Alphonse Péron, né le 29 novembre 1834 à Saint-Fargeau dans l'Yonne et mort le 2 juillet 1908 à Auxerre dans le même département, est un paléontologue amateur français.

## Biographie
Après avoir réalisé ses études au collège d'Auxerre, Alphonse Péron est admis à 19 ans à l'École militaire de Saint-Cyr. S'il présente depuis toujours un certain intérêt envers les sciences naturelles, c'est au fil de ses affectations au cours de sa carrière militaire qu'il va développer sa passion pour la géologie et la paléontologie, et réaliser parallèlement à sa carrière militaire de nombreux travaux scientifiques.
Sa blessure à Sedan en septembre 1870 le contraint à suspendre temporairement sa carrière militaire. L'armistice franco-allemand de 1871 lui permet de revenir sur son lieu de naissance, où il épouse sa cousine Amélie Dautun, avec laquelle il a deux enfants, René et Louisa. Il participe notamment à l'étude géologique du Tarn-et-Garonne ou encore du Midi.
En 1875, il devient sous-intendant et est amené à réaliser plusieurs déplacements en France. Parallèlement à ce poste, il rédige et co-écrit de nombreux ouvrages, parmi lesquels sa Description des mollusques fossiles des terrains crétacés de la région sud des hauts-plateaux de la Tunisie recueillis en 1885 et 1886 par M. Philippe Thomas.
En 1896, il est promu au rang de commandeur de la Légion d'honneur. En 1900, il devient président de la Société des sciences historiques et naturelles de l'Yonne, et en 1905, il est nommé président de la Société géologique de France.
Alphonse Péron meurt à Auxerre, le 2 juillet 1908.

## Publications
Parmi les publications d'Alphonse Péron, on retrouve :
- Essai d'une description géologique de l'Algérie pour servir de guide aux géologues dans l'Afrique française, Paris, G. Masson, 1883, 202 p. (lire en ligne)
- Description du terrain tertiaire du sud de l'île de Corse, Nancy, Berger-Levrault, 1887
- Description des mollusques fossiles des terrains crétacés de la région sud des hauts-plateaux de la Tunisie recueillis en 1885 et 1886 par M. Philippe Thomas... : / par Alphonse Péron : Partie 1, Paris, Imprimerie nationale, coll. « Exploration scientifique de la Tunisie », 1889, XII-327 p. (lire en ligne)
- Description des mollusques fossiles des terrains crétacés de la région sud des hauts-plateaux de la Tunisie recueillis en 1885 et 1886 par M. Philippe Thomas... : / par Alphonse Péron : Partie 2, Paris, Imprimerie nationale, coll. « Exploration scientifique de la Tunisie », 1889, XII-327 p. (lire en ligne)
- Gustave Cotteau, notice biographique, Auxerre, la Constitution, 1895, 46 p.
- Les Ammonites du crétacé supérieur de l'Algérie, Paris, Société géologique de France, 1896, 88 p. (lire en ligne)
- Études paléontologiques sur les terrains du département de l'Yonne. Céphalopodes et gastropodes de l'étage néocomie, Auxerre, la Constitution, 1900, 153 p.

## Distinctions
- Officier de l'Instruction publique (1885)
- Commandeur de la Légion d'honneur (1896)